# Tirolerstein
Der Tirolerstein ist ein Gedenkstein auf dem Dollberg bei Neuhütten, unweit des Forsthaus Neuhof und dem Gedenkstein Horst Stüber, der dort in der Nähe bei einem Übungsflug mit einer F-104G Starfighter abstürzte. Er soll dem Tiroler Händler Thomas gedenken, der dort am 19. Januar 1741 einem Raubmord zum Opfer fiel. Im Jahr 1812 wird der Tirolerstein erstmals urkundlich erwähnt.

## Geschichte
Der Tiroler Wanderhändler Thomas war seit 1740 öfter in der Hochwälder und Hunsrücker Gegend um seinen Geschäften nachzugehen. Hoher Schnee und Kälte ließen die Berghöhen des südlichen Hochwaldes im Januar 1741 unpassierbar werden. So, dass sich Thomas dazu entschied, in Abentheuer bei dem Wirt Roth zu übernachten, bevor er seine Reise fortsetzen konnte. Nachdem er vier Tage lang Quartier machte, startete er am 19. Januar 1741 Richtung Züsch um von dort weiter nach Malborn, Dhronecken und Hilscheid zu ziehen, um dort seine Waren auf den Märkten anzubieten. Nachdem er nicht in den Orten auftauchte und die Kaufmannskollegen sich um ihn Sorgten, ließ man nach ihm suchen. Ein Suchtrupp, bestehend aus einem Polizeiwachtmeister, den beiden Gerichtsschöffen des Amt Birkenfeld, Pauli und Faber, hatten den Auftrag den Züscher Wald "diesseits der Amtsgrenze durchaus wohl zu visitieren".  Dieser fand den gefrorenen Leichnam von Thomas am Vormittag des 23. Januar 1741. Die Gerichtskommission protokolliert dazu:

„5 - 6 Schritt diesseits der Amtsgrenze von dem letzten Stein gegen Züsch, sodann einen Flintenschuß von dem Züscher Weg, welcher sowohl an das Dorf Züsch als auch an den Hammer gehet". 23. Januar "..vormittags gegen 9 Uhren in den Hoch Walt begeben, den Birckenfeldter Ambts Grenzen Weißthumb (Dorf- und Stadtrecht) anno 1669 eingesehen, solchemnach an dem gehauenen Stein, der bey Hox Pfuhl stehet, der die Birckenfeldtische und Nohfeldtische Grenze scheidet angefangenen. Von diesem Kaft Stein ist man fort auf die Höhe zu einem Wackenstein gangen, so der zwey und zwanzigste Stein in dem Weißthumb beschrieben ist, welcher Birckenfeldt und Nohfeldten und Züscher Lehen scheiden solle, ohneweit von solchem Stein, wie der bey Aufsuchung und gleich anfänglich gefundene todte Cörper gezeiget hat, soll der todte Cörper auf acht Schritt gerad herüber auf der Seiten, wo Birckenfeldt diesen zwey und zwanzigsten Stein (der neben diesem Wacken stehet) eingehauen sich befindet, gelegen haben“

Verdächtigt war ein Knecht namens "Nicklas" aus Hoppstädten, der eben auch bei dem Wirt Roth genächtigt hatte. Verdächtig machte er sich dadurch, dass er in Hilscheid "mit allerhand Geld" angetroffen wurde. Ob er der Täter war, geht aus den Gerichtsakten nicht hervor. Der Heimatverein Neuhütten baute an der Fundstelle, an der sich zuvor nur ein schlichtes Holzkreuz befand, im November 1981 eine würdige Gedenkstätte aus Feldsteinen der Umgebung (Taunus-Quarzit). 1988 wurde das Holzkreuz erneuert. Eine Tischgruppe an diesem ruhigen Platz lädt Wanderer zum Verweilen ein.
Inschrift im Sockel des Gedenksteines mit Holzkreuz:

„Zum Gedenken an den Tiroler Händler Thomas, der hier am 19.01.1741 von einem Unbekannten erschlagen worden ist“

Beigesetzt wurde der Tiroler Krämer auf dem Friedhof in Birkenfeld.